# Aeollanthus saxatilis
Aeollanthus saxatilis là một loài thực vật có hoa trong họ Hoa môi. Loài này được J.Duvign. & Denaeyer mô tả khoa học đầu tiên năm 1963.